# Oganer
Oganer (Russisch: Оганер; [Oganer]) is een afgelegen stadsdistrict van de Noord-Siberische stad Norilsk. Het ligt op 8 kilometer van de stad aan de afrit van de hoofdweg van Norilsk naar Talnach op 1 kilometer van de rechteroever van de rivier de Norilskaja.
De bouw van Oganer begon in 1986 in verband met de geplande uitbreiding van de bevolking van Groot-Norilsk naar 300.000 tot 320.000 inwoners. In 2000 bedroeg deze echter nauwelijks meer dan 228.000 inwoners. Omdat er onvoldoende grond was om grote hoeveelheden huizen te bouwen bij zowel Norilsk als haar satellietsteden Talnach en Kajerkan, ging men op zoek naar geshikte grond elders en kwam hierdoor uit bij de regio Oganer. Er werden 6 stadsblokken gepland met daarbij het plan om van Oganer op de lange termijn ook een stad te maken, net als Talnach en Kajerkan.
Begin jaren 90 veranderde de economische situatie en daarmee ook het beleid. Het aantal gebouwen moest worden gereduceerd. In 1994 kwam een ziekenhuis met 1000 bedden gereed, maar nog in hetzelfde jaar stokte de bouw van Oganeren sindsdien is er niet meer gebouwd. Er was toen nog geen stadsblok afgebouwd. Er wonen tegenwoordig ongeveer 10.000 mensen.